# Mujeres en el infierno
Mujeres en el infierno es una narración testimonial escrita por Elisa Reverter y López que relata la experiencia de la autora durante su exilio y encierro en un campo de concentración francés al final de Guerra Civil española. Publicado originalmente en catalán por Columna Edicions, en 1995, como Dones a l’infern, fue  traducido al castellano por la AECI en 2019 y también al francés con el título Femmes en enfer.

## El libro
Ante posibles represalias por su compromiso con el gobierno de la República, al final de la Guerra Civil, Reverter huye a Francia uniéndose a la retirada del ejército republicano. Mujeres en el infierno recoge estas vivencias, el paso a Francia a través de los Pirineos así como el desarme de las tropas por la Gendarmería Francesa. La autora no solo narra su propia experiencia y la de su hija Elodia Zaragoza, sino también la de las mujeres que la acompañaron durante su exilio y permanencia en los campos de concentración para mujeres de Couizà-Moutazels, en Carcasona, en la región francesa del Aude y la de Languedoc-Roussillon, en el sur de Francia. Una de las pocas crónicas conocidas de la experiencia de una mujer en la retirada, exilio y permanencia en campos especiales para mujeres tras la derrota del ejército republicano, doblemente silenciados por razón de su sexo.

## La autora
Elisa Reverter y López (1917-2009), fue una artista y política española que dedicó parte de su vida a la escultura. En su faceta política fue regidora de Patrimonio Cultural y artístico del Ayuntamiento de Badalona (CDC) durante el primer Ayuntamiento democrático. Mujeres en el infierno es su primer y único libro.